# Estación de ferrocarril

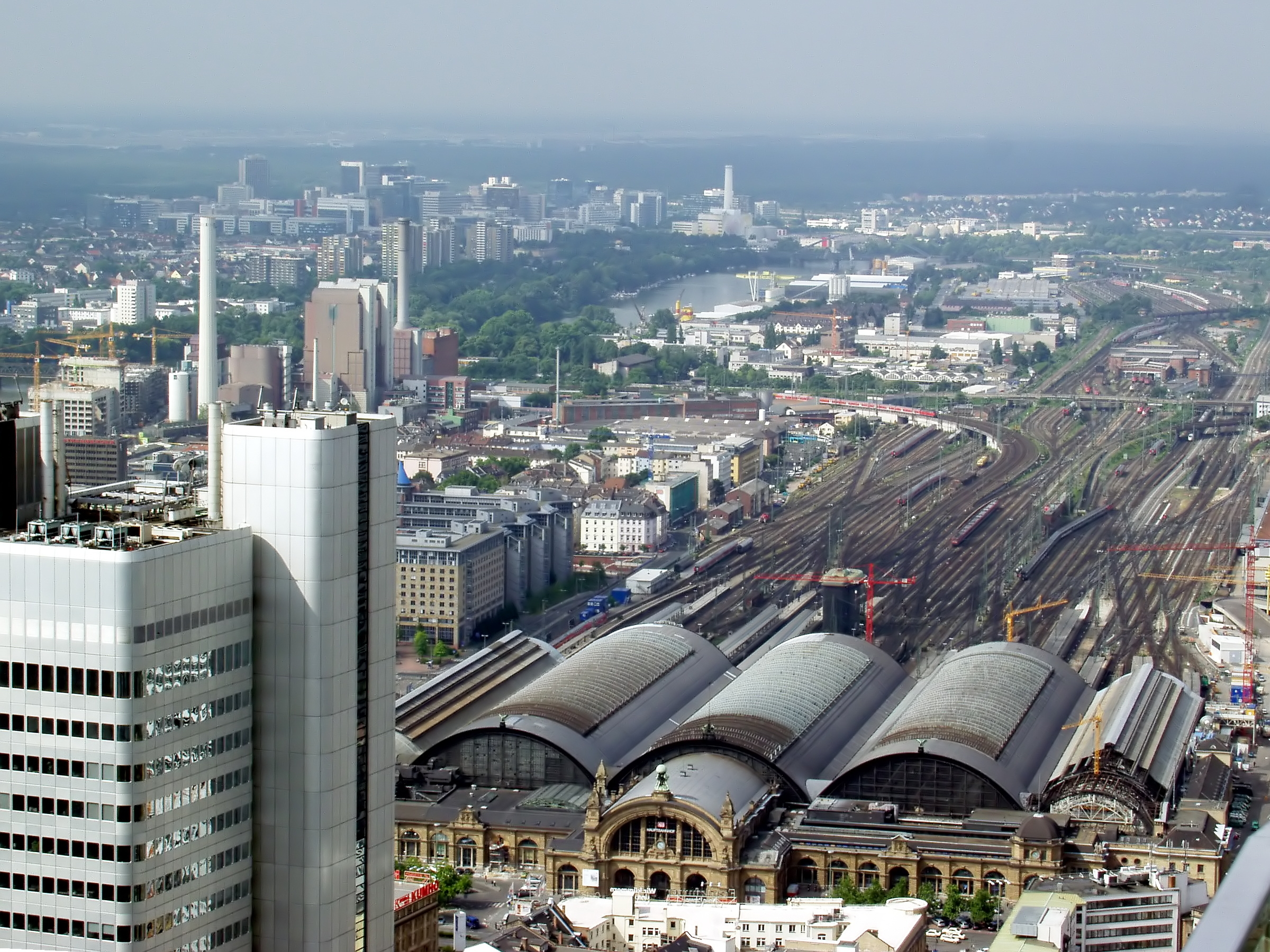
Estación de Fráncfort del Meno

Una estación ferroviaria o estación de ferrocarril es una instalación ferroviaria con vías a la que pueden llegar y desde la que se pueden expedir trenes. Se compone de varias vías, con desvíos entre ellas, y se delimita por señales de entrada en ambos sentidos. Adicionalmente son un punto de acceso al ferrocarril de pasajeros y mercancías, aunque no es una condición indispensable para ser una estación.
Suelen componerse de andenes junto a las vías y un edificio de viajeros con servicios como venta de billetes y sala de espera.

## Papel de las estaciones en la explotación ferroviaria

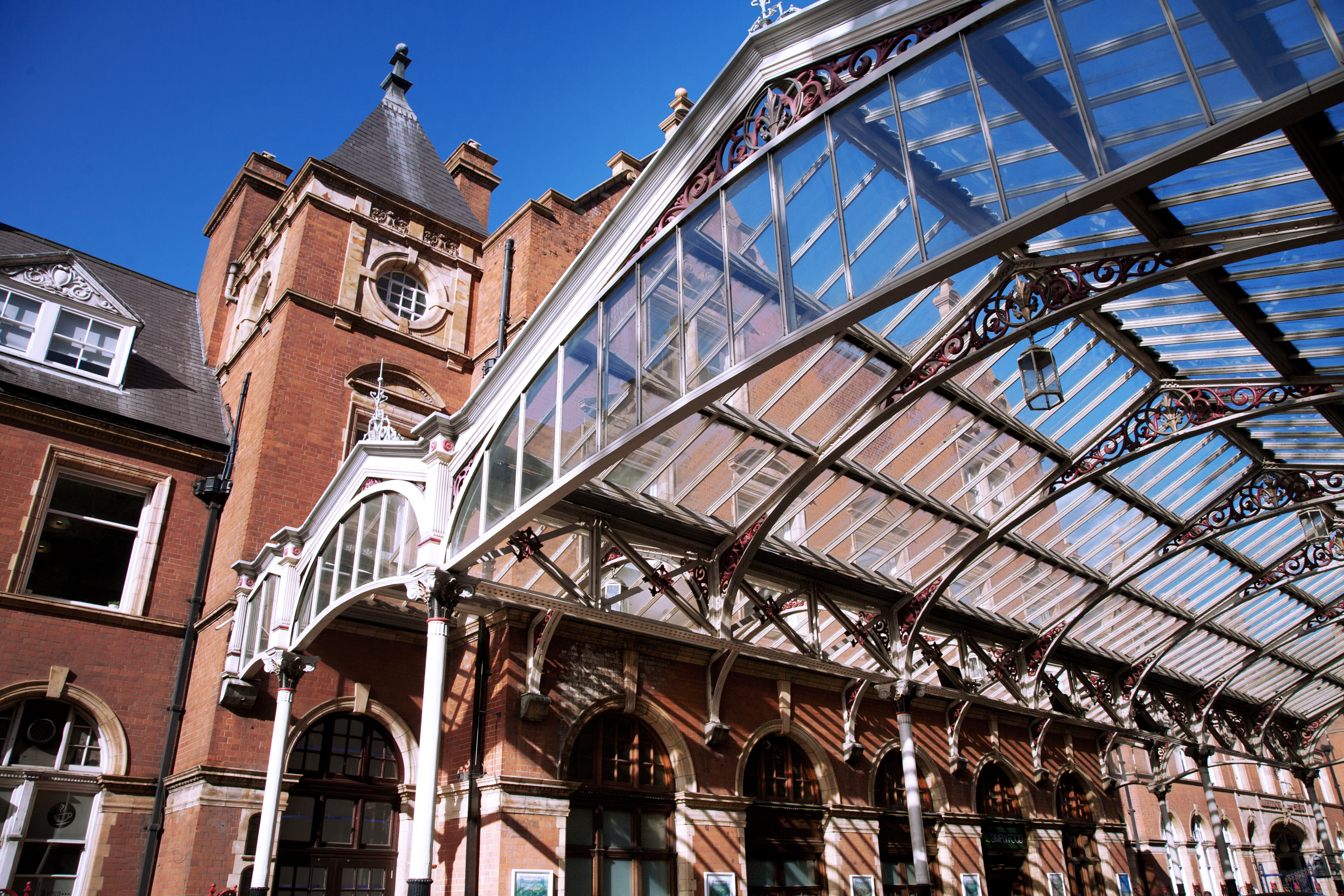
Estación de Marylebone, Londres.

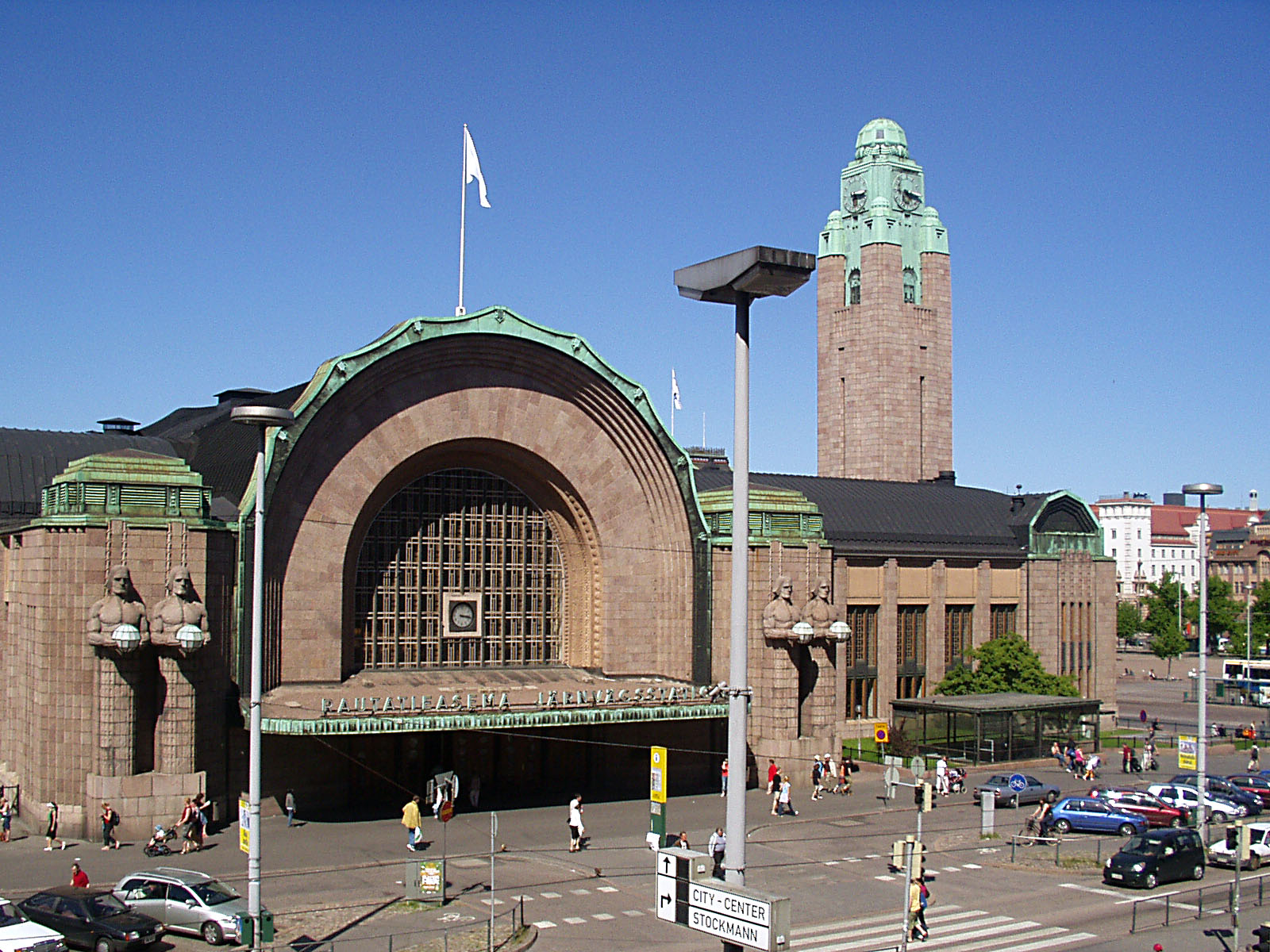
Estación Central de Helsinki el centro de Helsinki, Finlandia.

Antes de la proliferación actual de señales ferroviarias, la única manera de controlar la circulación de trenes (para evitar las colisiones entre ellos) era controlando la llegada y la expedición de trenes en las propias estaciones, para que no hubiera dos trenes en la misma vía. Esto ha provocado que las estaciones sean un punto fundamental en la gestión de la circulación, siendo siempre inicio o fin de cantón. Además los itinerarios de los trenes tienen que comenzar y terminar en estaciones, y no en plena vía.
La importancia de las estaciones se ha reducido actualmente gracias a la proliferación de los sistemas de bloqueo automático que permiten situar señales en plena vía y controlar la explotación ferroviaria a distancia, de modo que el número de estaciones necesario es mucho menor.
Aun con los nuevos bloqueos, los desvíos y las señales se suelen acumular en las estaciones, por lo que se sigue situando en ellas la mayor parte de la gestión de la circulación. El control de la circulación de trenes en el interior de las estaciones se lleva a cabo a través de un dispositivo llamado enclavamiento.
Cuando un tren atraviesa una estación, se encuentra con las siguientes señales:
- Señal avanzada: Se sitúa antes de llegar a la estación, a suficiente distancia como para permitir al tren detenerse antes de llegar a la entrada. Pueden existir tantas como vías lleguen a la estación. Indica al tren la situación de la entrada de la estación.
- Señal de entrada: Se sitúa a la entrada de la estación, indica al tren si está autorizado a entrar en ella. Pueden existir tantas como vías haya en la estación.
- Señal de salida: Se sitúa a la salida de la estación, indica al tren si está autorizado a salir de ella. Pueden existir tantas como vías haya en la estación.

### Papel de los apeaderos y cargaderos
Los apeaderos y los cargaderos son también puntos de acceso de los pasajeros y las mercancías al ferrocarril, aunque se distinguen de las estaciones en que se sitúan en plena vía y no tienen influencia en la gestión de la circulación, ni precisan de desvíos ni señales.

## Desarrollo

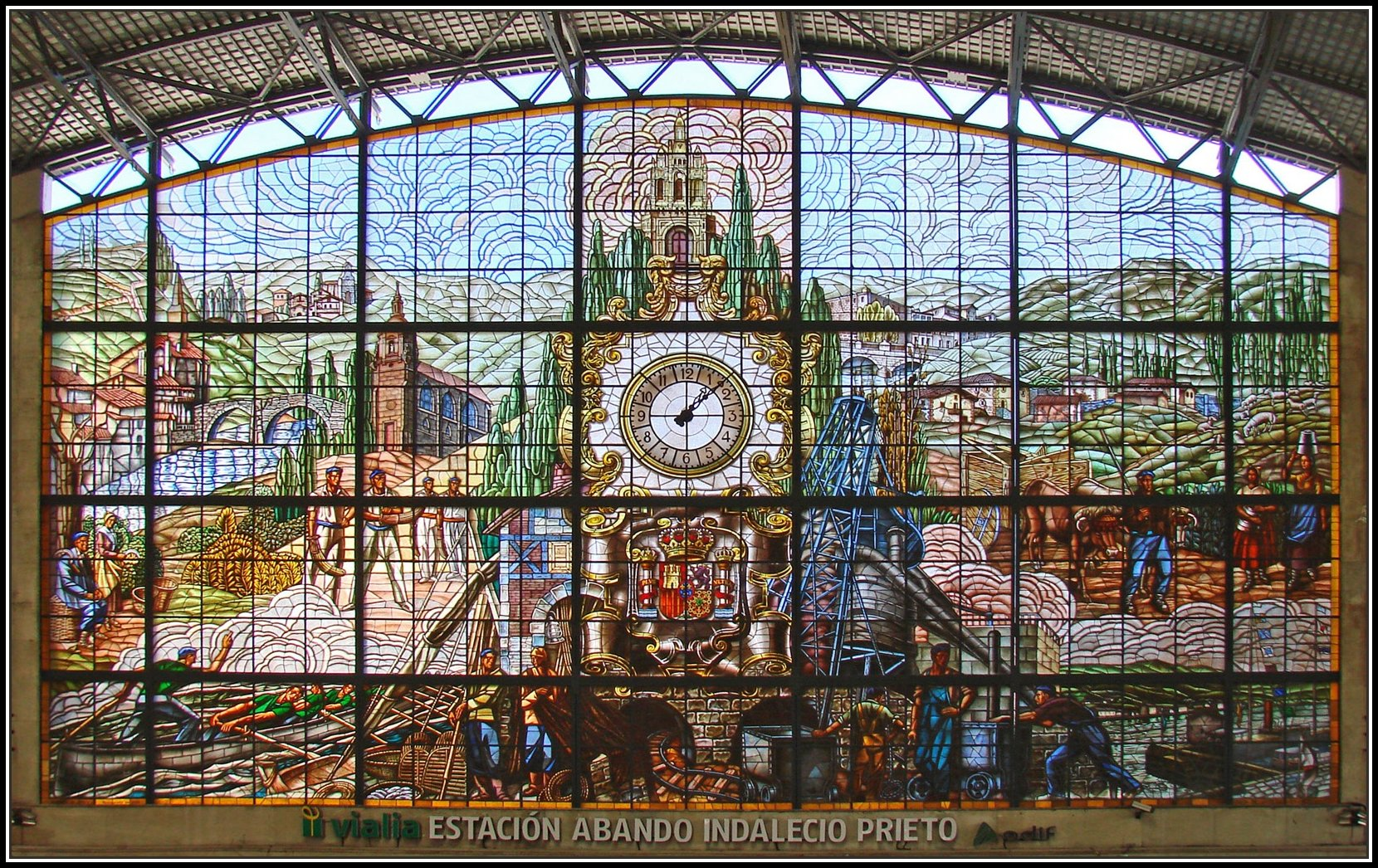
Ejemplo de arquitectura del hierro ferroviaria del : vidriera de la estación de Abando en Bilbao (España).

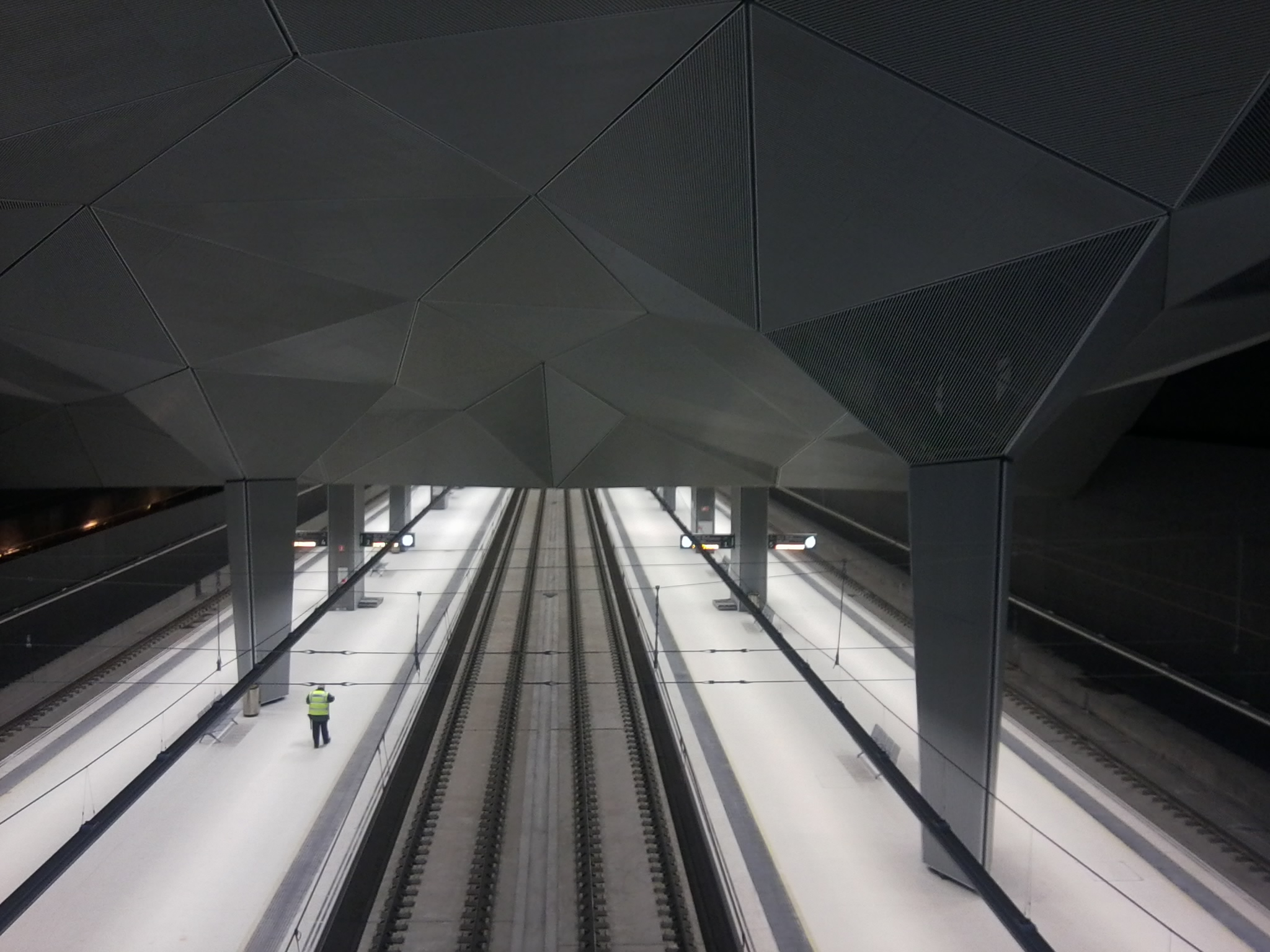
Andenes subterráneos de la estación de Logroño.

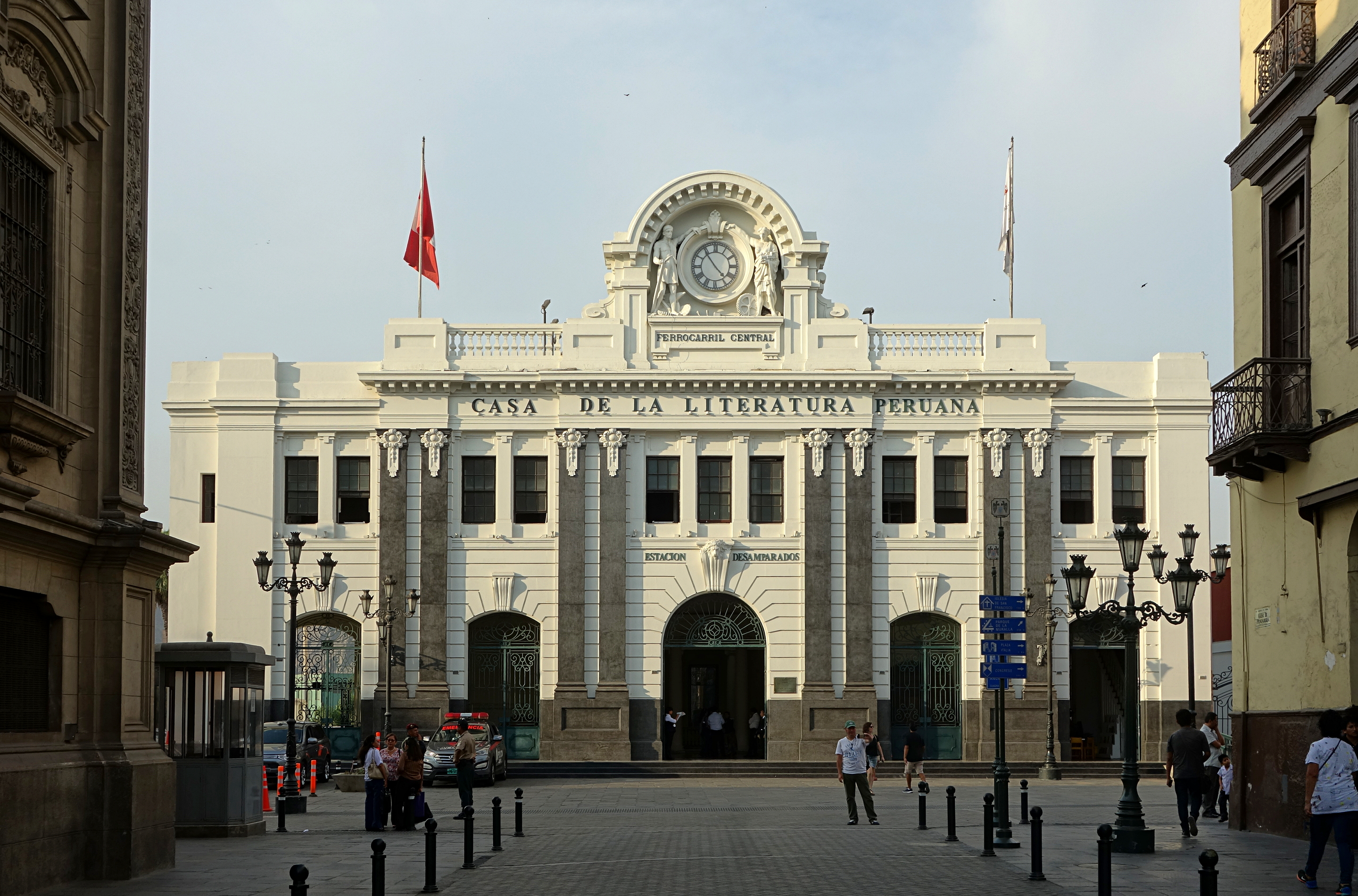
Estación de Desamparados en Lima, de estilo Académico Francés.

Las estaciones han adquirido progresivamente una importancia histórica, sociológica y estética que sobrepasa su simple función técnica. Son, como el ferrocarril en sí (1825-1830, los primeros trenes a vapor en Inglaterra), uno de los elementos característicos del desarrollo industrial y urbanístico del siglo XIX. Las estaciones ferroviarias aparecieron en el Reino Unido durante los años 1820, posteriormente se desarrollaron en Francia y finalmente en todos los países industrializados. Las primeras en sentido moderno aparecieron en 1830 en la línea Mánchester-Liverpool, la primera en tener un servicio regular.

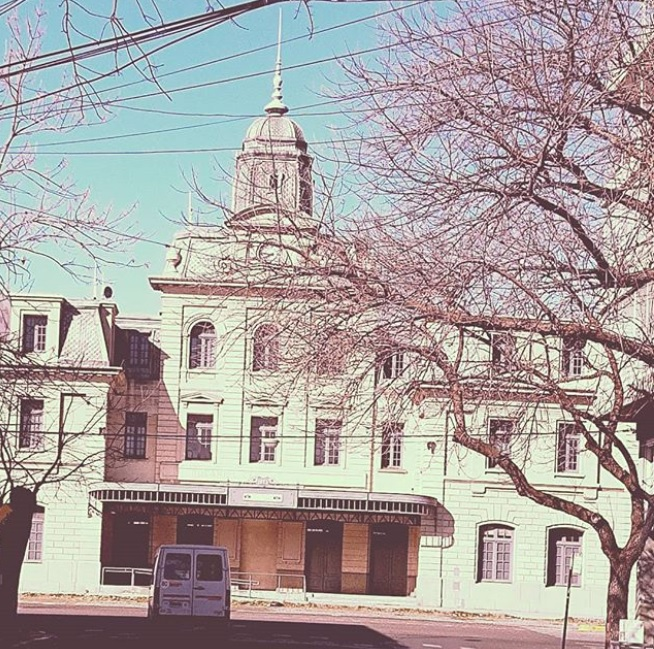
Frente de la estación Rosario Central Córdoba, del ex Ferrocarril Central Córdoba (hoy Ferrocarril General Manuel Belgrano).

Las estaciones fueron un reto importante para la arquitectura de la época, en cuanto a la estructura del edificio, ya que requerían grandes espacios y, debido a la gran acumulación de humos provenientes de las locomotoras, grandes alturas. Esto propició la construcción de grandes bóvedas metálicas y el desarrollo de la arquitectura del hierro. Y los nuevos materiales que proporcionó la revolución industrial, fueron indispensables para la construcción de las mismas.
Con el tiempo las estaciones se convirtieron en algo completamente funcional. Fueron víctimas de una relativa pérdida de identidad durante los años 1950 hasta que, en parte gracias a los trenes de alta velocidad al principio de los años 1980 y a un desarrollo del servicio ferroviario suburbano, las estaciones conocen una nueva renovación arquitectónica. El desarrollo de la mayoría de las ciudades ha hecho que las estaciones se modernicen añadiendo detalles arquitectónicos o creando andenes subterráneos como en las ciudades de Madrid o Logroño en España y Buenos Aires en Argentina.

## Servicios

### A los pasajeros
Los servicios a los pasajeros suelen concentrarse en el denominado edificio de viajeros. Pueden disponer de taquillas, máquinas de venta automática, restaurantes, bares, aseos, consignas, objetos perdidos, pantallas de llegadas y salidas, salas de espera, paradas de taxi y autobús, aparcamiento, etc. La disponibilidad de servicios depende del tamaño y la importancia de la estación, de tal manera que algunas muy básicas sólo disponen de andenes.
Algunos edificios de viajeros (como el de la Estación de Termini en Roma) son gestionados por empresas diferentes a las que gestionan el tráfico ferroviario (en el caso de Términi es gestionada por Grandi Stazioni, filial de la que gestiona el tráfico ferroviario, Ferrovie dello Stato). Estas empresas buscan la rentabilidad de estos edificios, por lo que habitualmente incluyen centros comerciales en el interior de la estación.
En algunos países de África y Sudamérica, y en algunas zonas de la India, los edificios de viajeros se utilizan como mercados públicos y otros negocios informales.

### A las mercancías

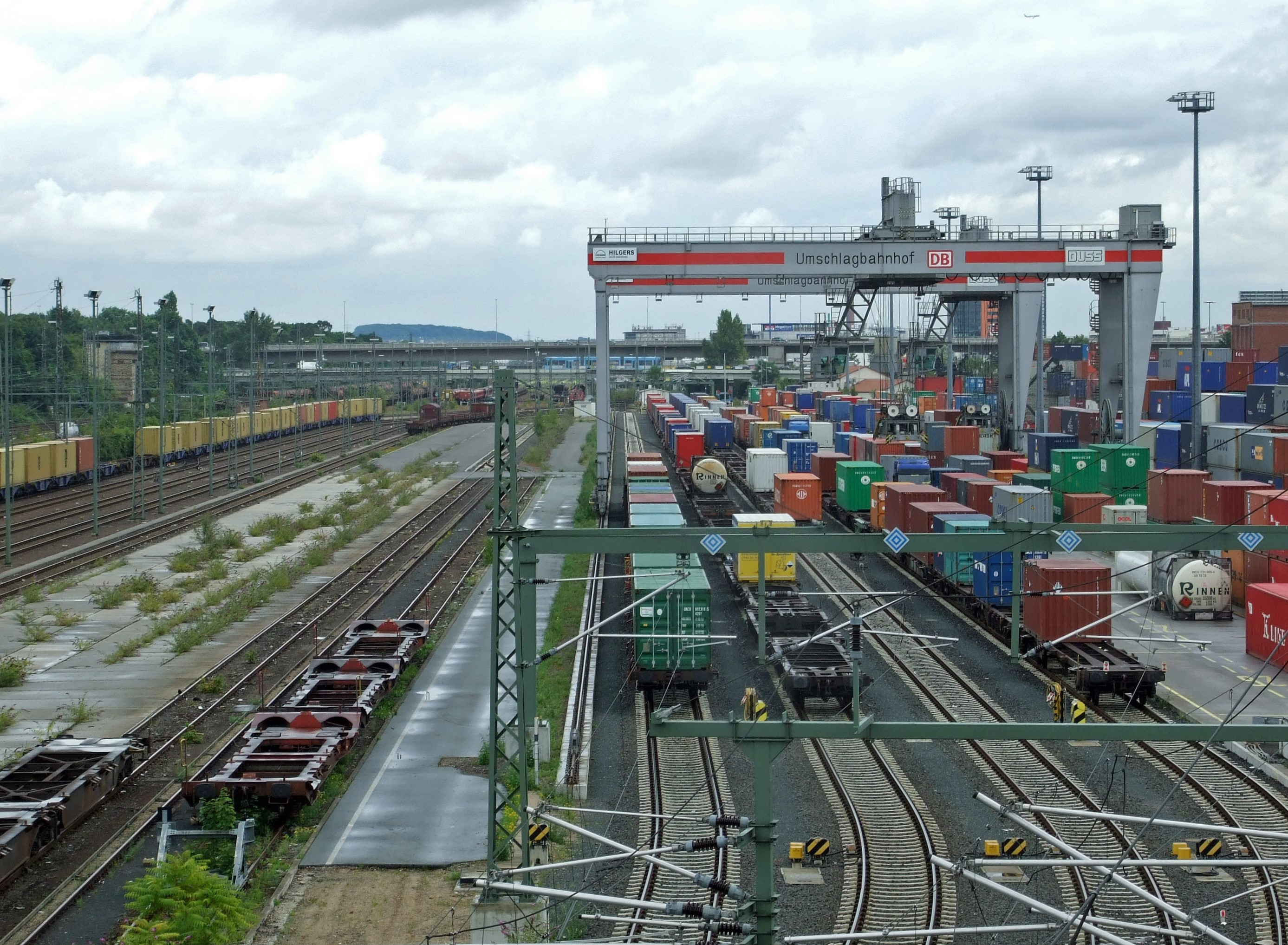
Instalaciones para mercancías en una estación.

Las estaciones con servicio de mercancías disponen de instalaciones especiales para el manejo de éstas, tanto su carga y descarga como su clasificación. Actualmente se tiende a usar como vagones de mercancías contenedores de medidas estándar para facilitar este trabajo. Un caso especial de estación de mercancías son los puertos secos.
A veces en las estaciones de viajeros se encuentran instalaciones para cargar mercancías en trenes de viajeros, como es el caso de las plataformas de carga de automóviles que se utilizan para los autoexpresos.

### A la circulación
En ocasiones la propia estación alberga el gabinete de circulación y el manejo del enclavamiento y en otras hay instalaciones gracias a un control remoto, como es el caso del Control de Tráfico Centralizado.

### A los trenes
En algunas estaciones existen servicios para los trenes, tales como reabastecimiento de agua o de combustible, acoplamiento eléctrico para proporcionar calefacción al tren cuando no está conectado a la locomotora, estacionamiento, etc.
En estaciones generalmente fronterizas se puede encontrar un servicio de cambio de ancho de vía.

## Configuración
La mayoría de las estaciones son de dos tipos:
- Pasantes: se sitúan en mitad de una línea
- Terminales: se sitúan al final de una línea.

Algunas estaciones tienen configuraciones particulares, como las estaciones triangulares que se forman en el encuentro de dos líneas, o las estaciones con cruce a distinto nivel, como en la estación central de Berlín.

## Seguridad

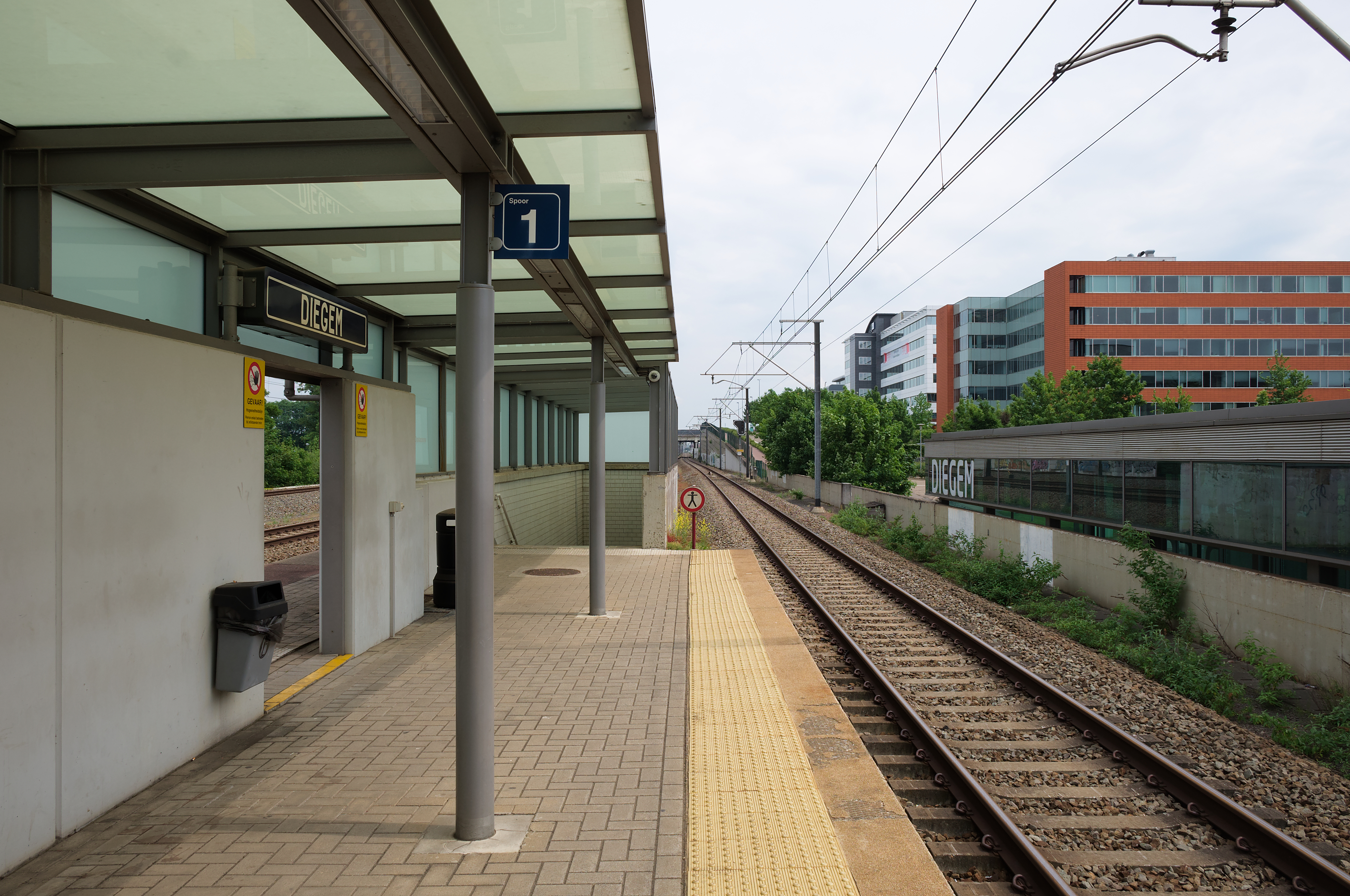
Un andén de la estación de Diegem en Machelen (Bélgica). Véase las franjas amarillas con relieve en el suelo que marcan la distancia de seguridad con la vía.

Las estaciones de ferrocarril presentan un riesgo para la salud y seguridad de los pasajeros. Los comportamientos de riesgo entre los viajeros vienen determinados en parte por su experiencia usando trenes o su edad. De este modo, una persona que no frecuenta estaciones puede estar desorientada y mostrarse insegura, mientras que un pasajero habitual puede estar demasiado confiado en situaciones de riesgo. Los actitudes más comunes que suponen un peligro a menudo son socialmente aceptadas, encontrándose entre ellas estar demasiado cerca del borde del andén, adoptar posturas inestables y embarcar o desembarcar de forma tardía.
Los incidentes suceden tanto cuando hay trenes en el andén o cuando está vacío. Los principales riesgos existentes mientras el tren se encuentra en la estación incluyen tropezar entre el hueco y el andén, resbalones o bloqueos en las puertas. Mientras el andén está vacío los incidentes pueden suponer caídas a las vías o golpes al estar demasiado cerca de un tren en movimiento.
Algunas de las medidas para reducir los riesgos en las estaciones son:
- Uso de señales en el borde del andén y de suelos antideslizantes.
- Control del acceso de pasajeros a un andén.
- Asegurar buena visibilidad de la llegada de un tren para disuadir a los pasajeros de asomarse.
- Establecer una buena comunicación entre el personal de la estación y del ferrocarril.

### Ataques terroristas
Los riesgos que padecen las estaciones de sufrir atentados terroristas son muy elevados. En Europa, uno de cada tres ataques ocurren en trenes o estaciones ferroviarias. En estas infraestructuras, los atentados se llevaron a cabo mediante el uso de explosivos (44 %), inmolaciones (32 %), armas blancas (20 %) y armas de fuego (4 %). Dadas sus características, las estaciones se consideran igual de vulnerables que los aeropuertos.
Se pueden distinguir dos entornos de seguridad diferenciados, según la estación sea de alta velocidad o urbana. Una parada de tren de alta velocidad permite mayores controles dado que los trayectos son menos frecuentes, más largos y con menos estaciones que en un metro. Por ello, este sistema de transporte permite los controles de acceso, la identificación individual y el uso de escáneres. Por otra parte, las estaciones en ciudades presentan una gran afluencia de personajes, varios accesos desde la calle y mayor frecuencia de trenes, lo que hace inviable un control tan exhaustivo en comparación. Las cámaras de videovigilancia, detectores de explosivos y arcos de seguridad permiten reducir estos riesgos y monitorear los movimientos de personas que acceden a las estaciones.

## Accesibilidad

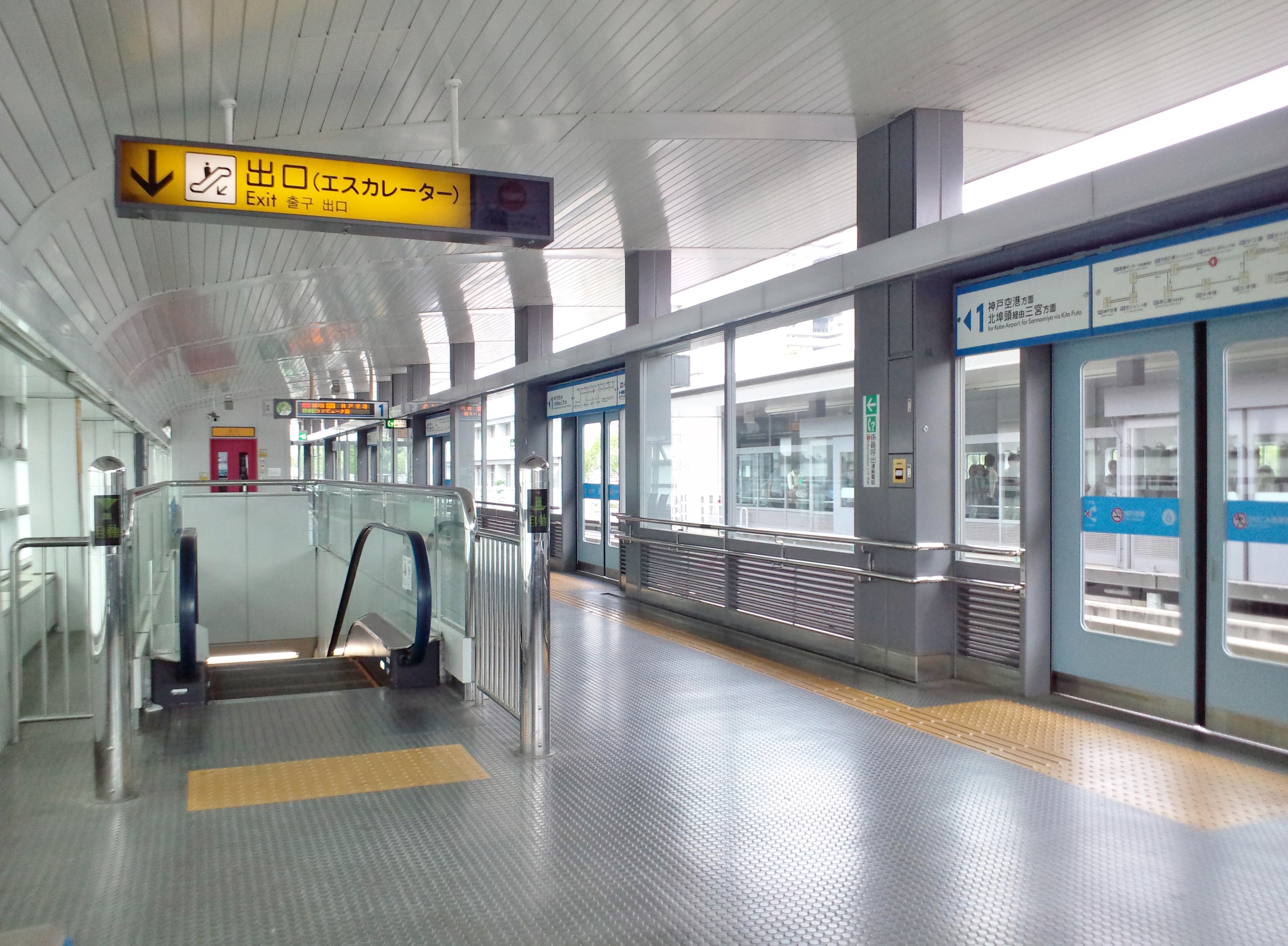
Unas puertas de andén en la estación de Minatojima en Kōbe (Japón).

La accesibilidad para personas discapacitadas es obligatoria por ley en algunos países. Las consideraciones incluyen:
- Los ascensores o rampas en cada plataforma son necesarios para las personas en sillas de ruedas que no pueden usar las escaleras, y también permiten que las personas con cochecitos, bicicletas y equipaje lleguen a los andenes con mayor facilidad y seguridad.[6]
- Minimizar el espacio entre el tren y el andén tanto en altura como en anchura. Esto también requiere material rodante con las dimensiones adecuadas. En algunas estaciones, un trabajador ferroviario puede instalar una rampa temporal para permitir el embarque de personas en sillas de ruedas, aunque depender de estas rampas puede provocar que las personas en sillas de ruedas queden varadas si un miembro del personal no se presenta para desplegarlas.[7]
- Instalaciones de la estación, como baños accesibles, teléfonos públicos y anuncios audibles.
- Pavimento táctil para advertir a las personas con discapacidad visual que se acercan al borde de una plataforma.[8] Las puertas de andén de la plataforma también evitan físicamente que las personas se caigan desde el borde.
- En el Reino Unido, los operadores ferroviarios organizan un sistema de transporte alternativo —normalmente un taxi— sin coste adicional para el titular del billete si la estación a la que pretende viajar no es accesible.[9]

## Imágenes de estaciones de tren por todo el mundo

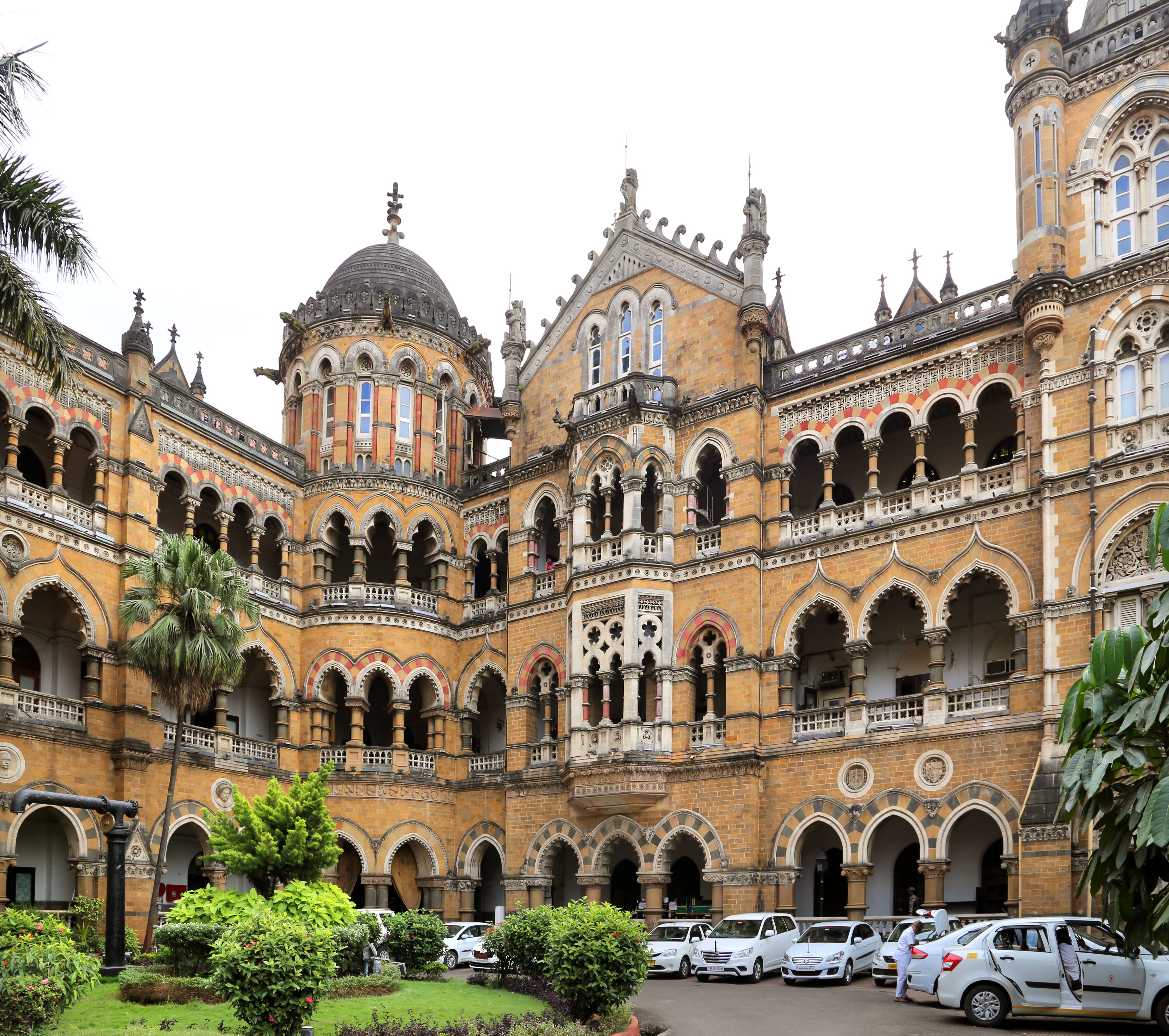
Chhatrapati Shivaji Terminus en Bombay, India
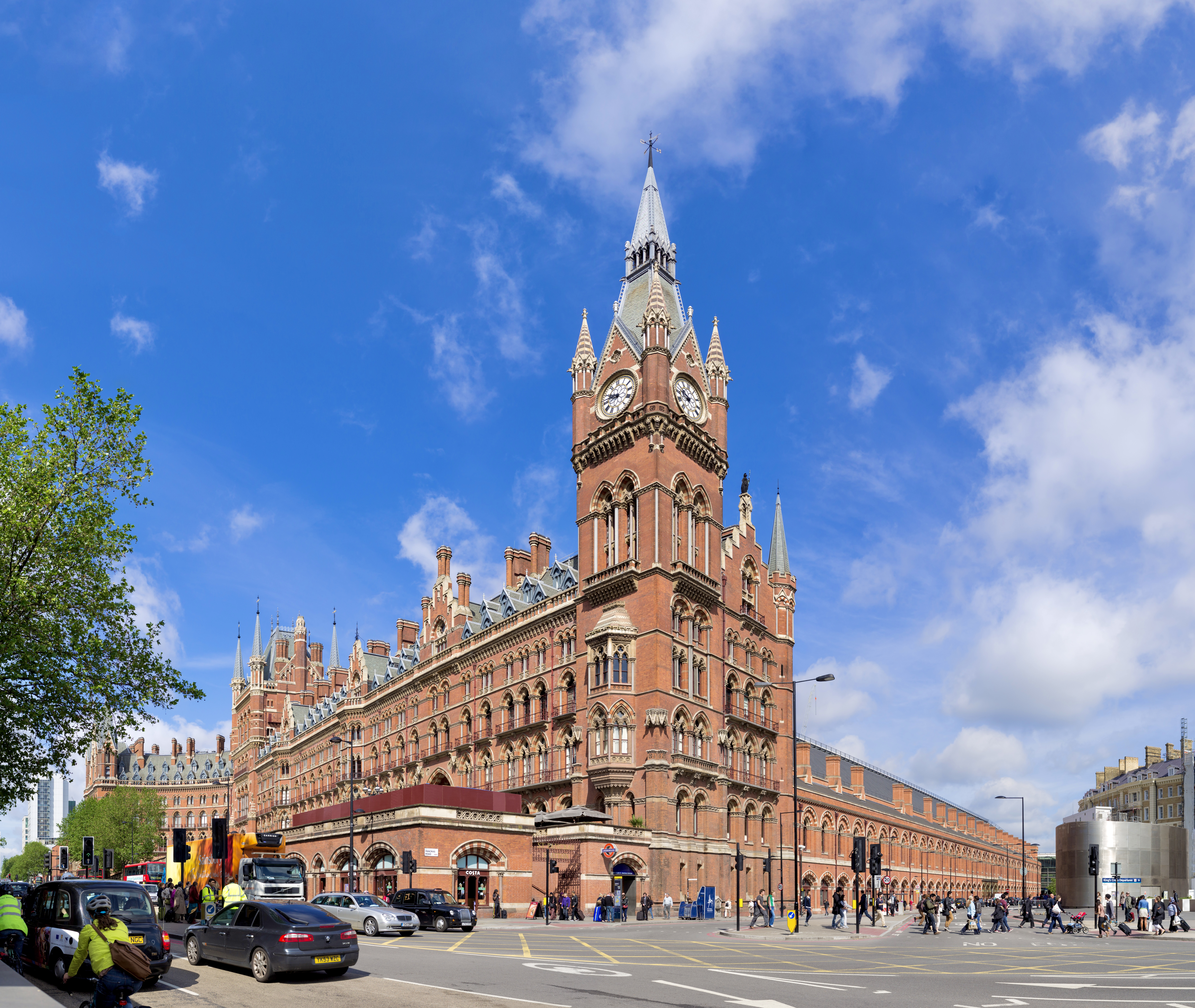
Estación de St. Pancras en Londres, Reino Unido
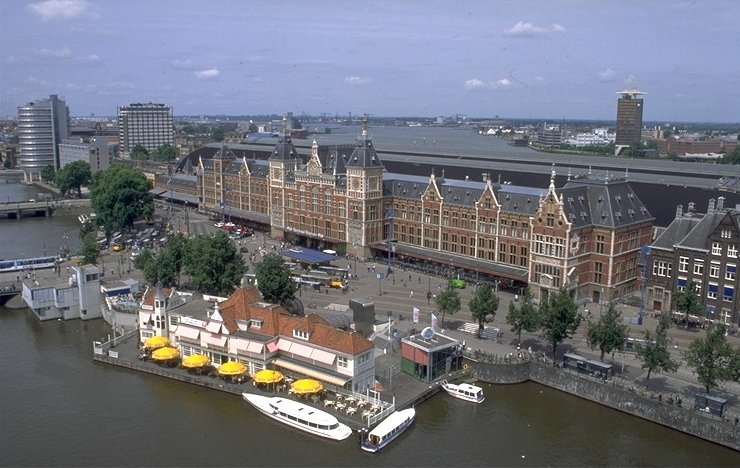
Estación Amsterdam Centraal en Ámsterdam, Países Bajos
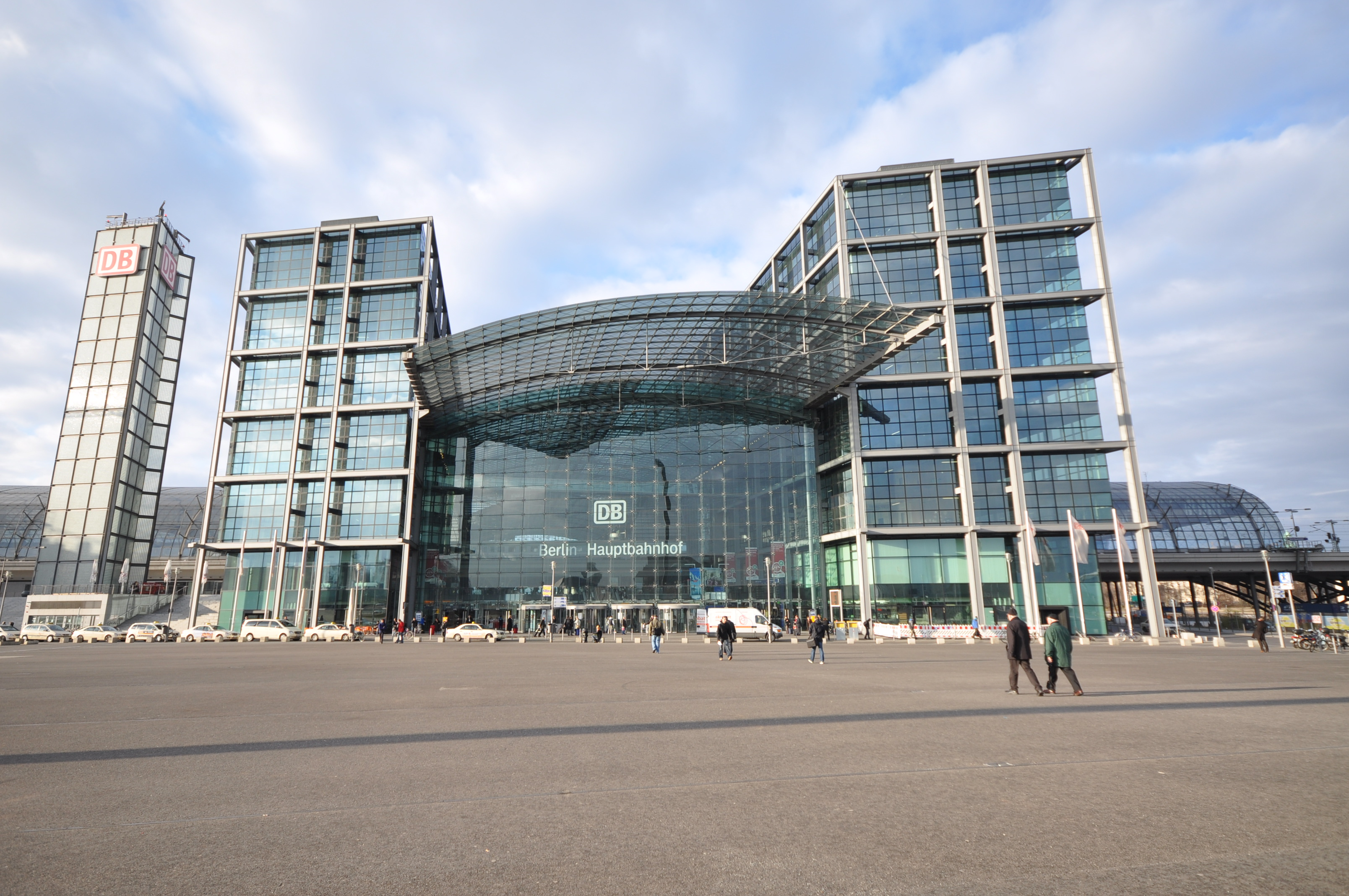
Berlín Hauptbahnhof en Berlín, Alemania
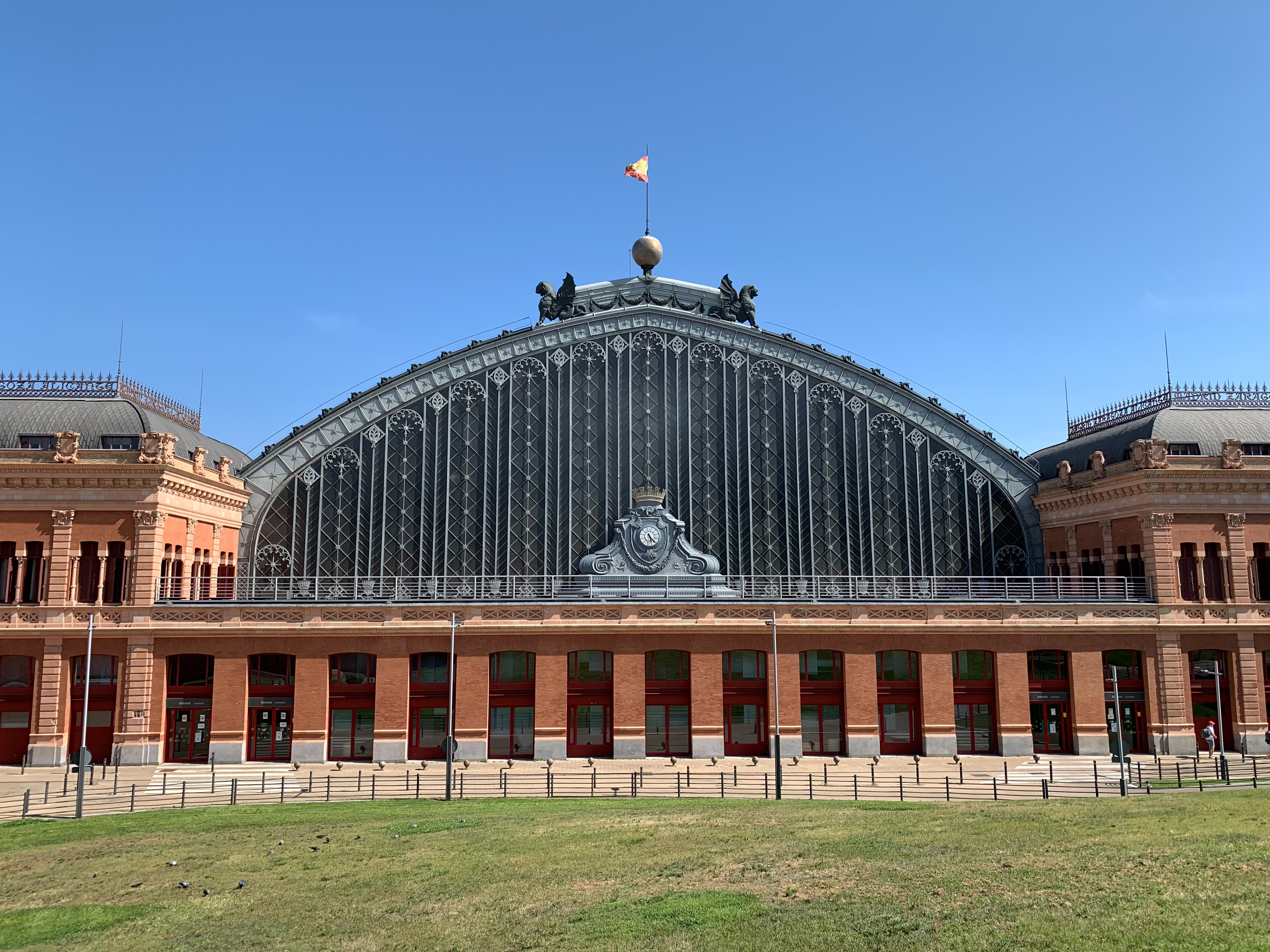
Estación de Madrid Atocha, en Madrid, España
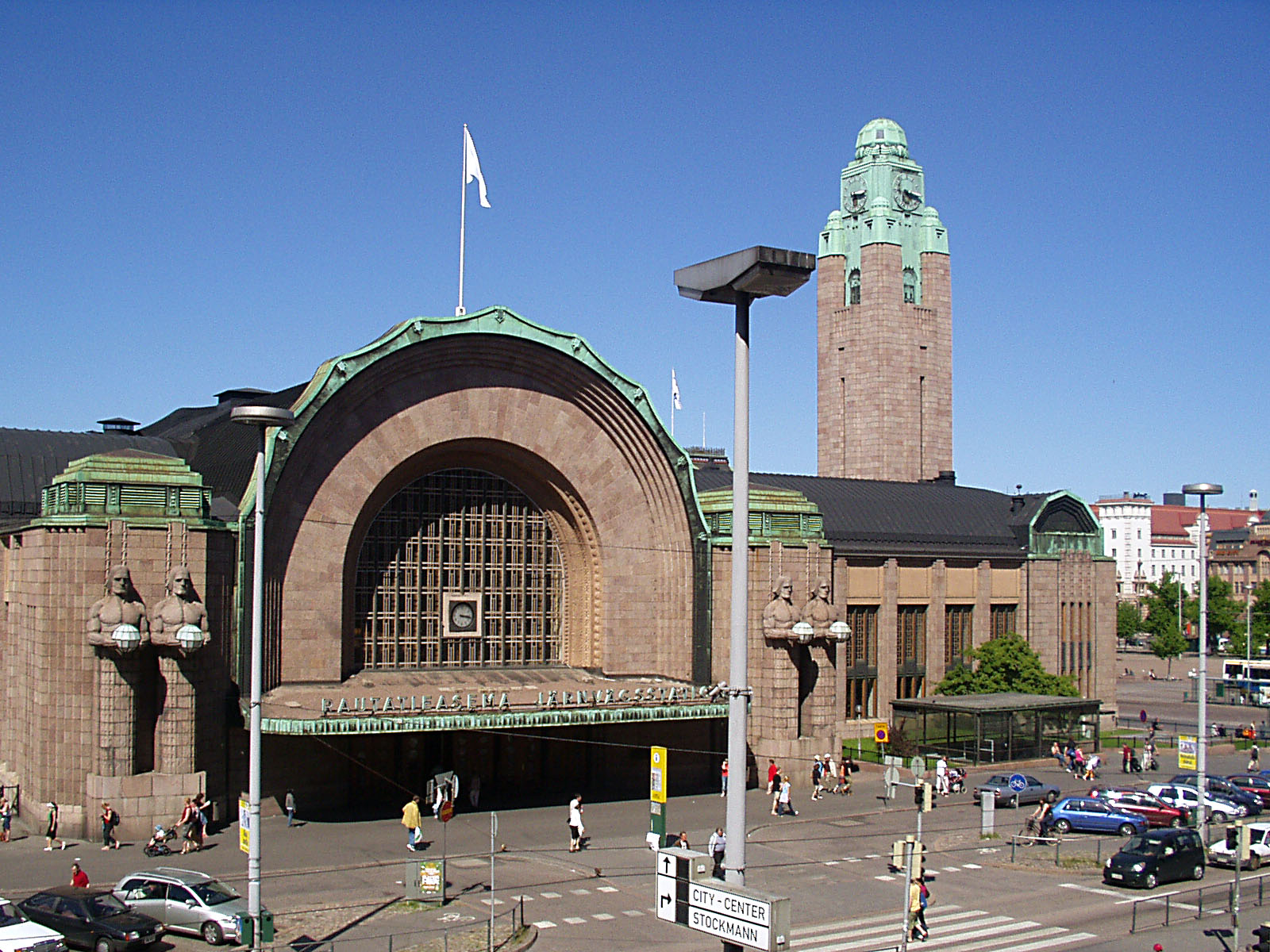
Estación central de Helsinki, Finlandia
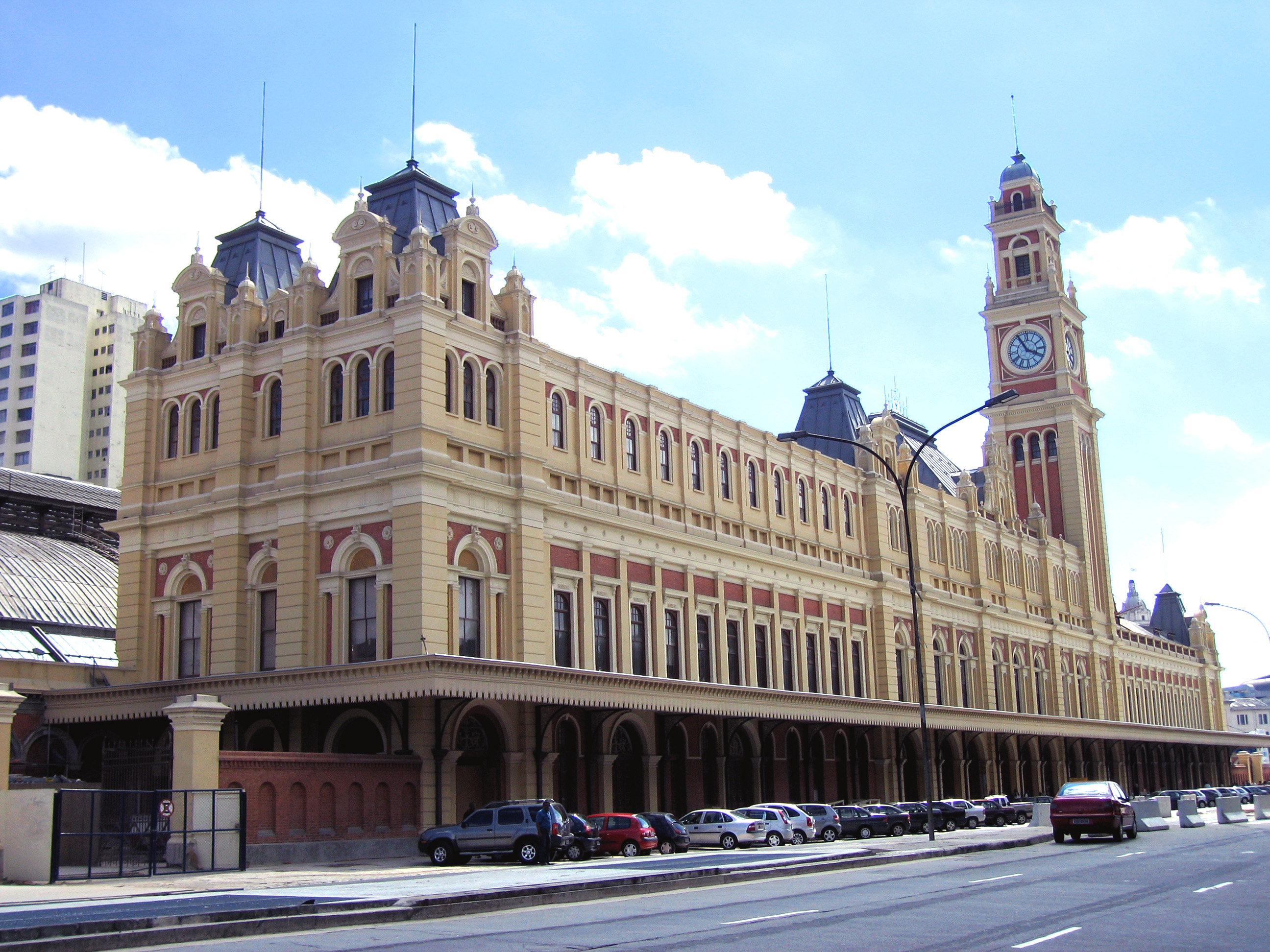
Estación de Luz en São Paulo, Brasil
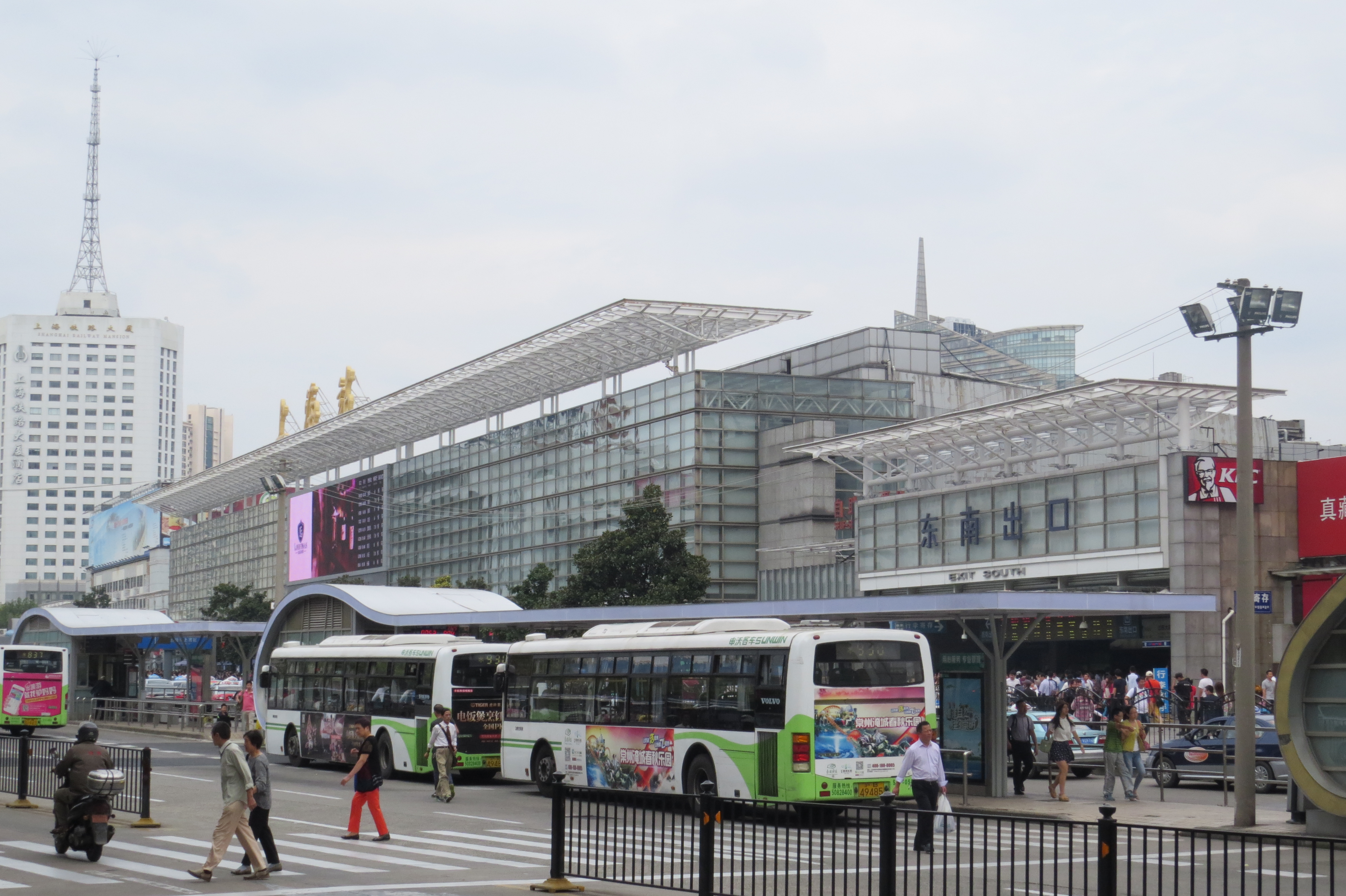
Estación de tren de  Shanghai, China
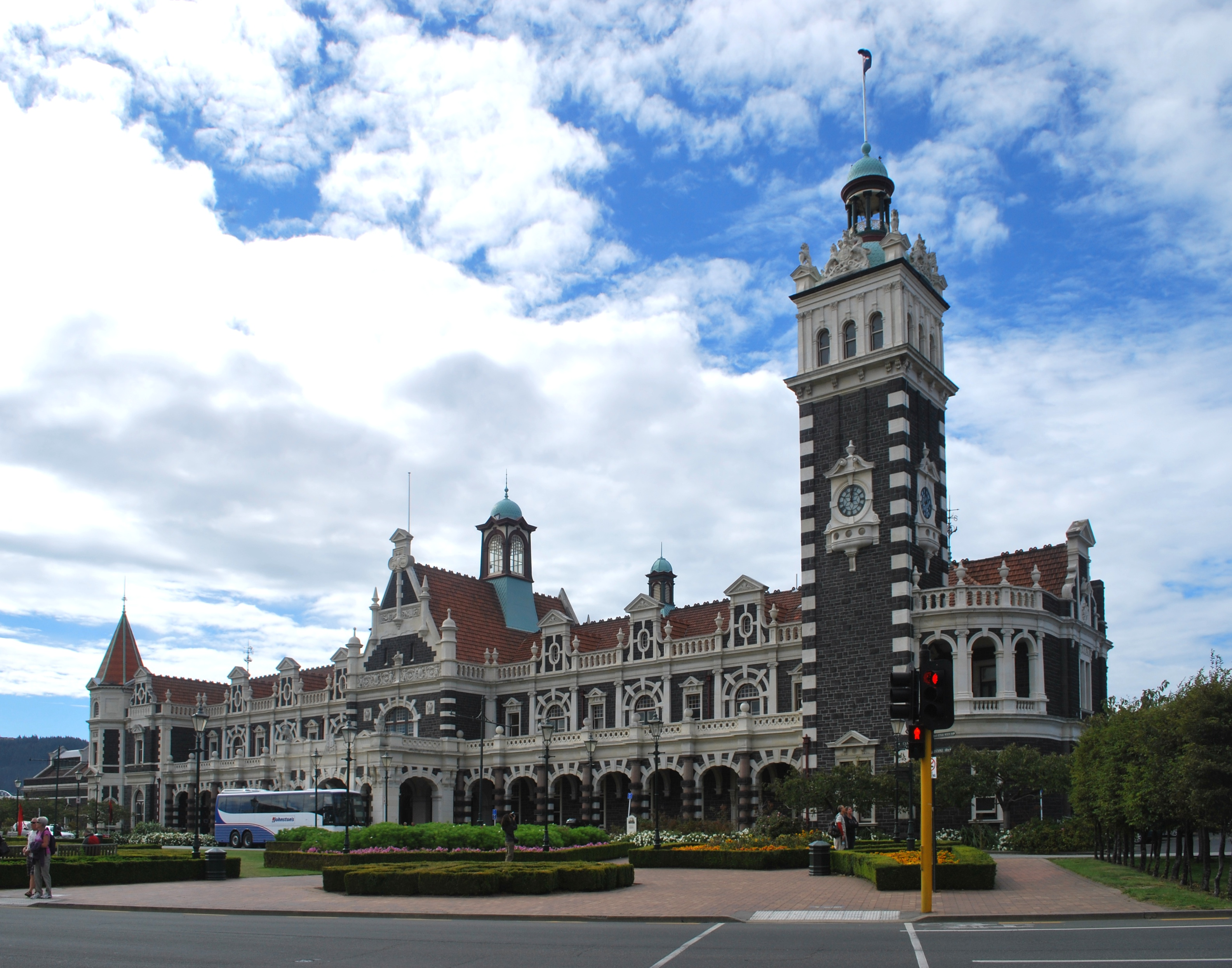
Estación de tren de Dunedin, en Dunedin, Nueva Zelanda
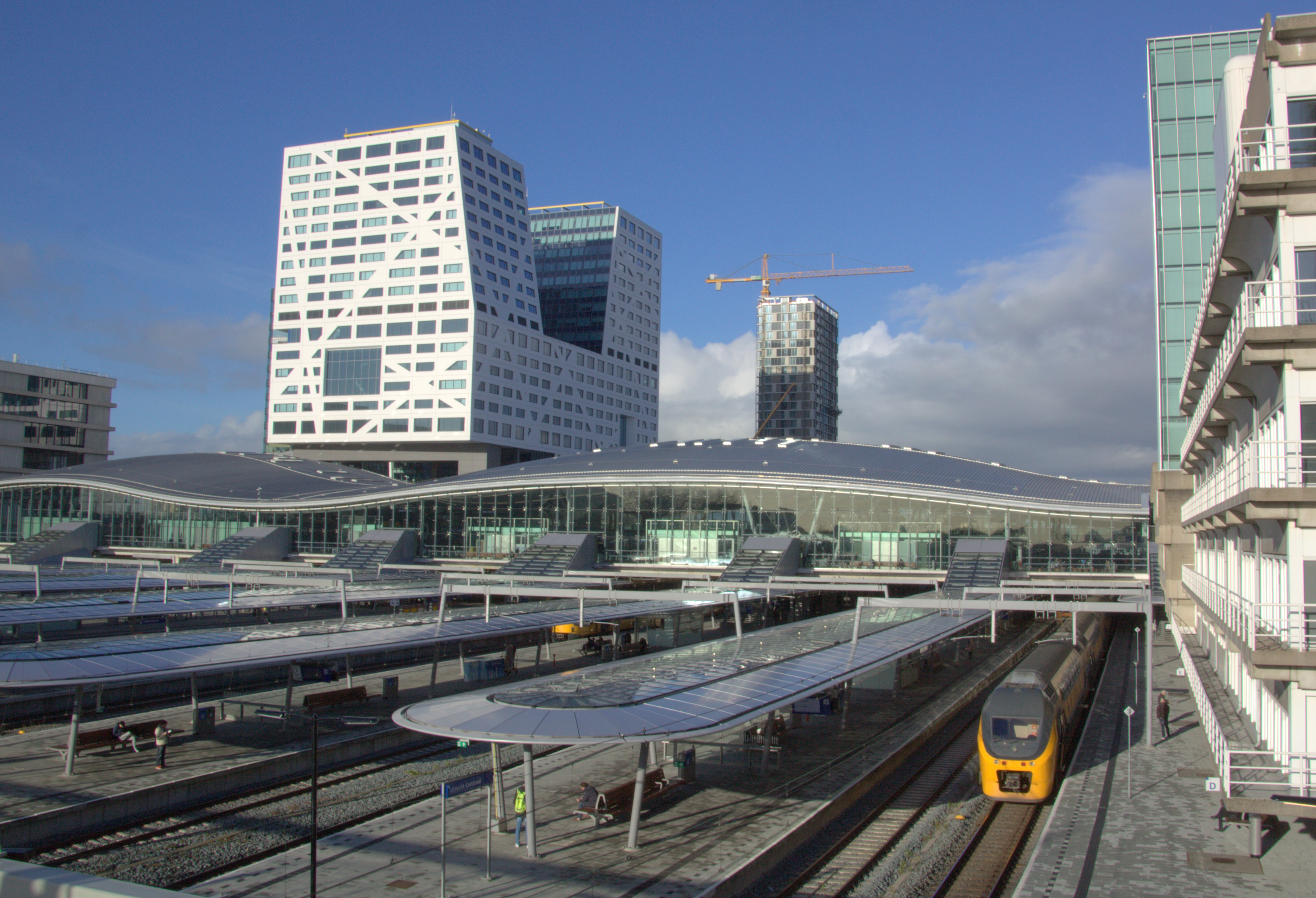
Estación central de Utrecht, Países Bajos
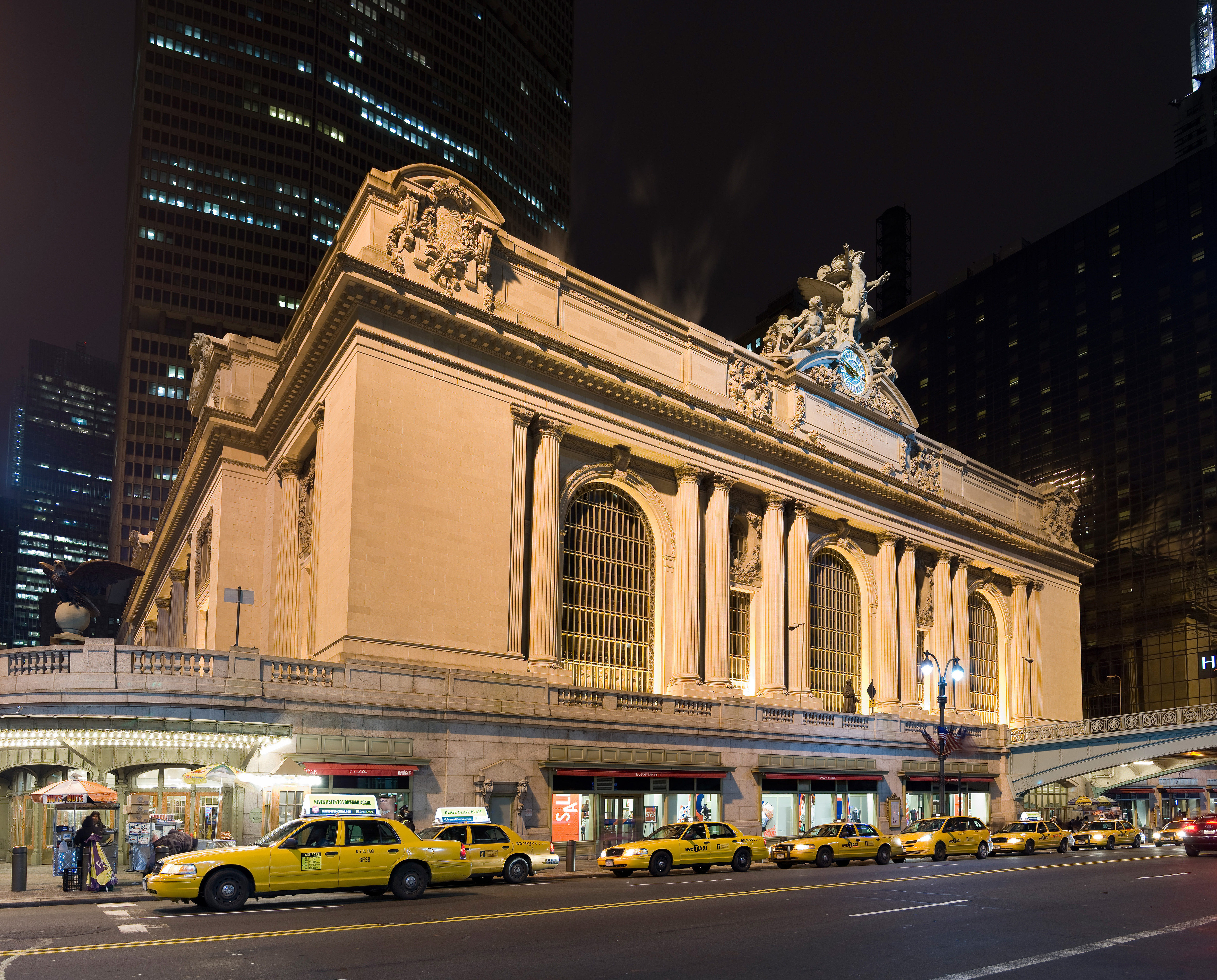
Grand Central Terminal en la ciudad de Nueva York, Estados Unidos
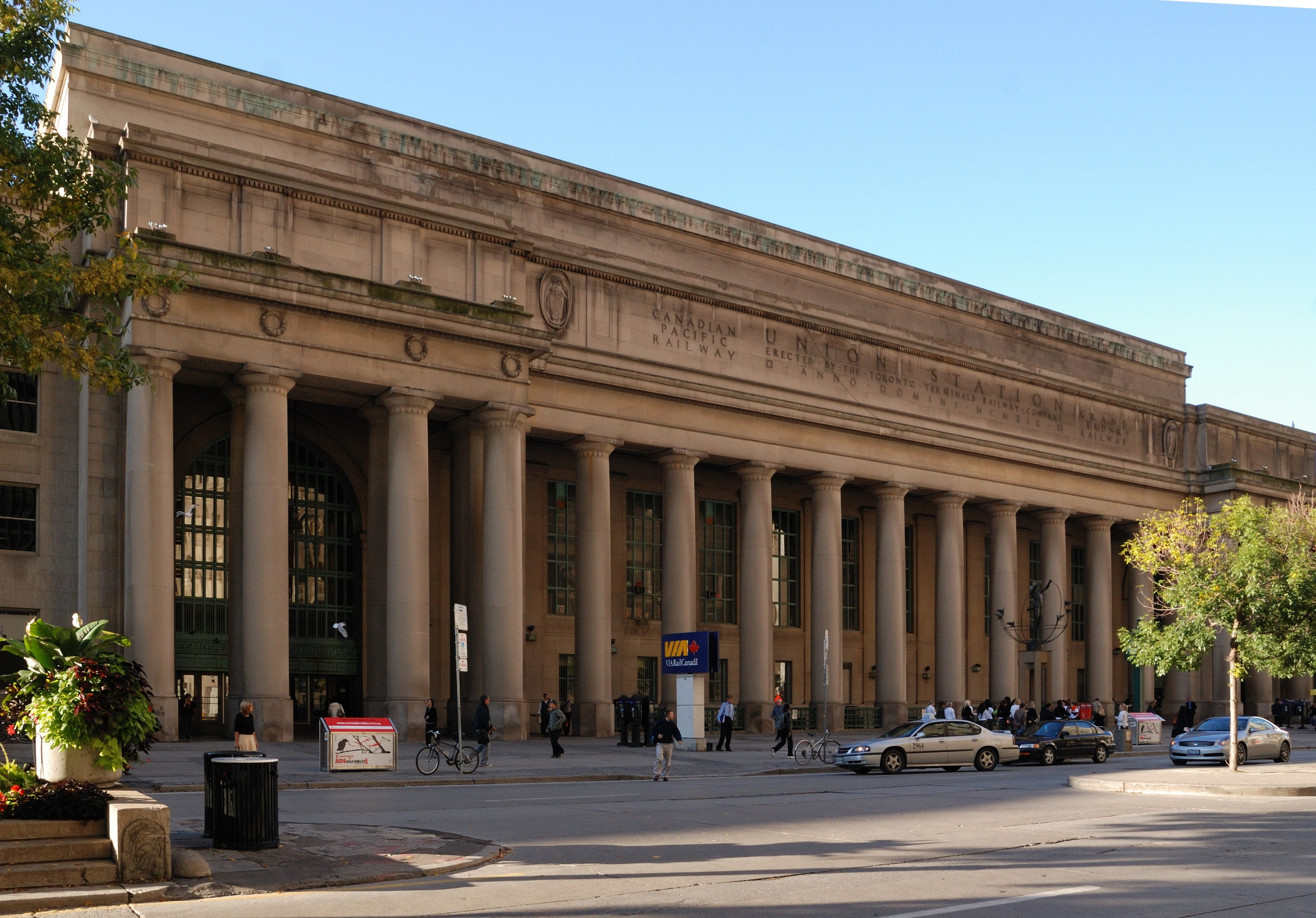
Union Station en Toronto, Canadá
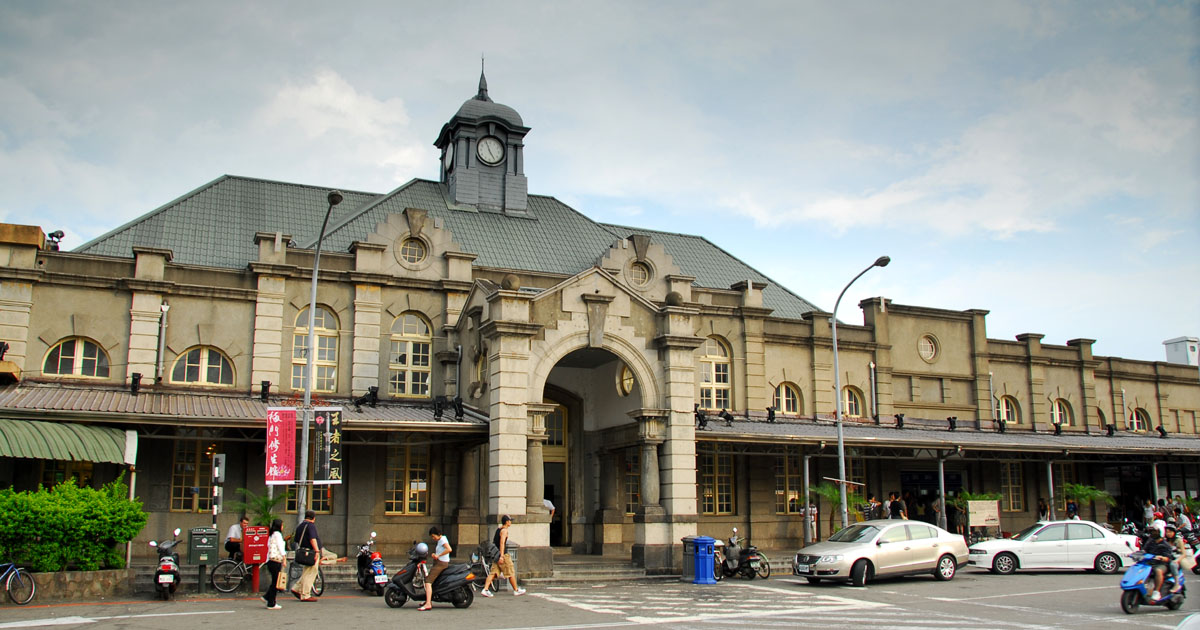
Estación de Hsinchu en la ciudad de Hsinchu, República de China